# Achilléide
 (décembre 2024).
Pour les articles homonymes, voir Achilléide (homonymie).
L’Achilléide (en latin Achilleis) est un poème épique latin inachevé de l'auteur Stace, qui devait présenter la vie du héros Achille depuis son enfance jusqu'à sa mort durant la guerre de Troie. Le premier livre et la moitié du second seulement (ce qui représente 1127 hexamètres dactyliques) furent rédigés avant la mort du poète. Subsistent le passage traitant de la jeunesse du héros, qu'il passa avec le centaure Chiron, et un épisode lors duquel sa mère Thétis le déguise en fille sur l'île de Scyros avant qu'il ne rejoigne l'expédition pour Troie. 

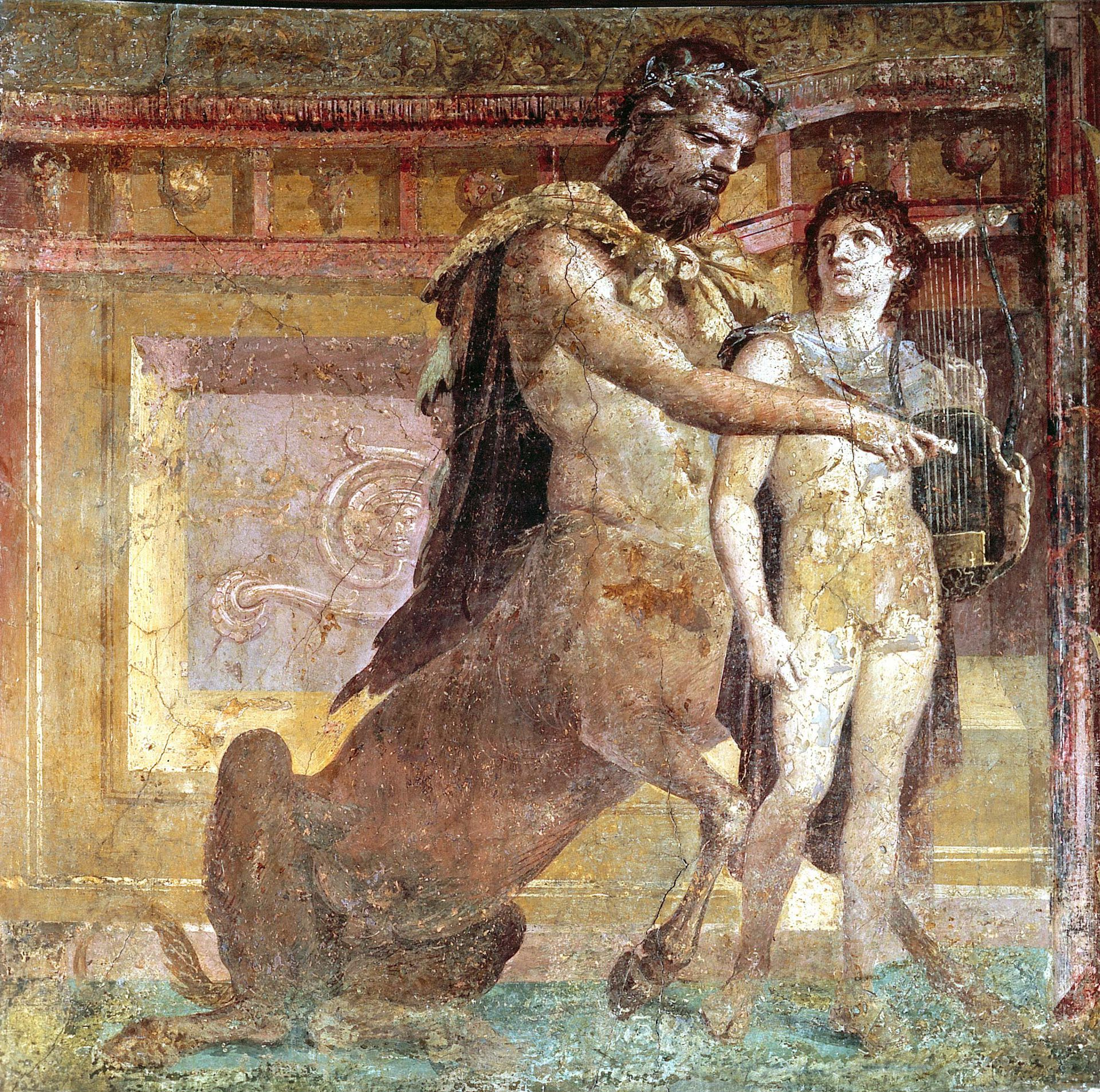
Une fresque antique représentant Chiron et Achille.

## Composition
On pense, sur la base de trois références au poème dans les Silves, que l’Achilléide a été composée entre 94 et 96 de notre ère. En Silves 4.7.21-24, Stace se plaint de son manque de motivation à poursuivre la rédaction de son Achilléide, sans la compagnie de son ami C. Vibius Maximus, qui voyageait en Dalmatie, et à qui le poème est adressé.

## Modèles poétiques
Les modèles de Stace sont avant tout Homère et les poèmes du cycle épique qui concernent la vie d'Achille. Dans l’incipit, Stace demande que son poème ne s'arrête pas avec la mort d'Hector (nec in Hectore tracto sistere 1. 6), comme c'est le cas dans l’Iliade, mais qu'il continue à travers tout le cycle troyen. Son style a été vu dans cette œuvre comme une réminiscence d'Ovide bien plus que de Virgile, son influence majeure dans la composition de la Thébaïde.

## Contenu

### Livre I
L'Achilléide commence par la traditionnelle invocation aux Muses et à Apollon. Le poète y demande de l'inspiration, et y résume la substance de son poème.  

### Livre II
Achille embarque avec Ulysse, qui lui raconte le récit de l'enlèvement d'Hélène par Pâris, et Achille raconte à son tour le récit de sa jeunesse, ses exploits à la chasse, et les enseignements de Chiron. Le poème se termine avec la fin de la narration d'Achille.

## Influence et réponse critique
L’Achilléide a en général reçu des critiques bien plus positives que la Thébaïde. De nombreux chercheurs voient une différence radicale entre la sérieuse et iliadique Thébaïde, et l’enjouée et ovidienne Achilléide. Certains ont vu dans cette dernière une tentative de créer un genre totalement nouveau de poésie épique, en réaction au modèle virgilien. D'autres ont constaté l'importance des émotions et caractéristiques féminines dans le poème. D'autres encore ont interprété le caractère d'Achille comme une attaque contre le pouvoir de Domitien.

### Éditions de l’Achilléide
- Consulter la liste des éditions de cette œuvre

### Études
- [Coleman 2003] K. M. Coleman, « Recent Scholarship on the Epics », Shackleton Bailey,‎ 2003, p. 9–37.
- François Ripoll et Jean Soubiran, Stace : Achilléide, Peeters, 2008, 357 p. (ISBN 9789042920231)

### Monographies
- Michael von Albrecht, History of Latin Literature: From Livius Andronicus to Boethius: with Special Regard to Its Influence on World Literature, vol. 1, Brill, 1997 (ISBN 9004107096)
- Michael von Albrecht, Roman Epic. An Interpretative Introduction, Brill, 1999, 374 p. (ISBN 9004112928)
- Hubert Zehnacker et Jean-Claude Fredouille, Littérature latine, Presses universitaires de France, coll. « Quadrige », 2005 (ISBN 2-13-055211-0)